# Grindeks
AS Grindeks er et lettisk aktieselskab, noteret på NASDAQ OMX-fondsbørsen, som fremstiller lægemidler og fytokemisk medicin. Virksomheden blev etableret den 17. oktober 1991, og har været et aktieselskab siden den 25. august 1997.
I 2011 havde Grindeks en omsætning på 99,47 millioner € med et resultat på 9,58 millioner €. Grindeks havde også 969 ansatte, og de største aktieejere var Kirovs Lipmans (33.29%), Anne Lipmane (16.69%), AB.LV Private equity fund 2010 (11.38%), Skandinaviska Enskilda Banken (10.94%) og Swedbank AS Clients Account (8.28%).